# Lancement sur alerte
Le Lancement sur alerte (LOW) est une stratégie de représailles contre les armes nucléaires qui a été reconnue pendant la guerre froide entre les États-Unis et l'Union soviétique. Avec l'invention des missiles balistiques intercontinentaux (ICBM), le lancement sur alerte est devenu une partie intégrante de la théorie de la destruction mutuelle assurée (MAD). En vertu de la stratégie, une frappe de représailles est lancée après avoir été averti d'une attaque nucléaire ennemie alors que ses missiles sont toujours dans les airs et avant que la détonation ne se produise. Les missiles terrestres américains pourraient être lancés dans les cinq minutes suivant la décision du président, et les missiles sous-marins dans les 15 minutes.

## Historique
Avant l’introduction des missiles balistiques intercontinentaux (ICBM), le Strategic Air Command des États-Unis avait plusieurs bombardiers en patrouille à tout moment comme, vraisemblablement, son homologue soviétique.[citation nécessaire] En cas de frappe nucléaire de l’un des pays, l’autre pays ordonnerait à ses bombardiers de s’envoler vers l’autre pays et de larguer leur charge nucléaire sur des cibles prédéterminées. Aux États-Unis, les bombardiers étaient généralement des Stratojets B-47 ou des Stratofortresses B-52, et il y avait trois itinéraires de vol principaux. Garder les bombardiers en l'air assurait qu'une deuxième frappe serait réalisable même si la première frappe devait endommager les installations au sol. Au plus fort de la guerre froide, les États-Unis disposaient d'un avion spécial "Looking Glass" Boeing EC-135, équipé en tant que centre de contrôle de l'arsenal nucléaire. L’équipage de combat comprenait un général ou un officier général autorisé à ordonner une frappe de représailles si le président ne pouvait pas être contacté.
Le lancement sur alerte trouve ses racines dans la stratégie de "contrôle positif" du président américain Dwight Eisenhower, mais a véritablement pris forme avec l'introduction du missile Minuteman. Étant donné que de nombreux ICBM (y compris le Minuteman) étaient lancés à partir de silos souterrains, on craignait qu'une première frappe, d'une seule nation, ne détruise les installations de lancement au sol de la nation en représailles.
En 1997, l’administration Clinton a changé la politique officielle de lancement sur alerte en une mesure de représailles après avoir résisté à une première attaque.
L’introduction de missiles balistiques intercontinentaux à extrémité nucléaire nécessitait de nouvelles stratégies car, contrairement aux bombardiers, les missiles balistiques intercontinentaux ne peuvent être rappelés après leur lancement. Il y avait deux options principales. Une option, "représailles après le vol", qui oblige le pays frappé par l'attaque à attendre qu'il soit frappé pour lancer ses missiles. Une partie de l'arsenal nucléaire serait inévitablement détruite lors d'une telle attaque, ce qui pousserait les deux superpuissances à investir lourdement dans des modes de survie pour leurs forces nucléaires, y compris les silos de missiles souterrains durcis pour les ICBM, et des missiles balistiques lancés par des sous-marins. L'autre choix était le "lancement sur alerte", consistant à lancer des missiles nucléaires avant que les missiles de l'autre côté ne puissent les détruire. Cela est devenu possible principalement grâce aux améliorations de la technologie des missiles qui ont permis des lancements plus rapides, parallèlement à l'invention du système d'alerte précoce des missiles balistiques au début des années 1960, qui a permis aux États-Unis de détecter le lancement de missiles soviétiques.[réf. nécessaire] Cette capacité a été encore renforcée dans les années 1970 avec le déploiement de la technologie de détection de lancement basée dans l'espace des deux côtés, le programme américain d'appui à la défense géosynchrone et les satellites soviétiques Oko. Les preuves trouvées dans des documents déclassifiés suggèrent que le lancement sur alerte faisait au moins partie de la politique des États-Unis de la fin des années 50 jusqu'au moins les années 1970.
Des stratégies sont disponibles pour réduire l'efficacité d'une position de lancement sur alerte. Par exemple, la nation de première frappe peut utiliser une technique appelée «fixation par rayons X» pour retarder une réponse de représailles. Il s'agit d'un barrage de missiles sous-marins lancés à courte portée dans un mode "trajectoire déprimée" qui atteint ses cibles en quelques minutes. Les ogives seraient sur le point d'exploser toutes les minutes à haute altitude, ce qui perturberait considérablement la capacité du pays attaqué à lancer ses propres missiles balistiques intercontinentaux. De plus, les sous-marins pourraient lancer une frappe à trajectoire déprimée contre la capitale du pays ciblé afin de détruire sa structure de commandement avant toute décision de représailles; c'est ce qu'on appelle une frappe de décapitation (en).[réf. nécessaire]
Le déploiement de missiles balistiques lancés par des sous-marins (SLBM) réduit la nécessité stratégique du lancement sur alerte. Ces sous-marins sont capables de se cacher dans l'océan lors d'une attaque, assurant ainsi la possibilité d'une deuxième frappe même si le pays attaqué est incapable de lancer une contre-attaque terrestre.[réf. nécessaire]